# Alte Schlaube
Die Alte Schlaube (niedersorbisch Žłobja oder auch Stara Žłobja) ist ein Fluss im Osten Brandenburgs. Er begrenzt die ehemalige Gemarkung Krebsjauche, heute Wiesenau.
Der Name lautete in der Vergangenheit auch auf Slube (1433), da die heutige Schlaube und die Alte Schlaube bis zum Bau des Friedrich-Wilhelm-Kanals (1668) zusammen gehörten. Dies ist auf originalen Plänen des Friedrich-Wilhelm-Kanals zu erkennen. Dadurch kann es leicht zu Irrtümern kommen, welcher Fluss gemeint ist.
Die Alte Schlaube entspringt heute nahe dem Katharinengraben in Müllrose. Von dort aus geht es durch Kaisermühl bis zum Groß Lindower Ortsteil Schlaubehammer, wo die Alte Schlaube den Oder-Spree-Kanal kreuzt. Nahe dem Wohnplatz Hammerfort (zwischen den Ortsteilen Schlaubehammer und Weißenspring gelegen) mündet die Alte Schlaube in den Friedrich-Wilhelm-Kanal. Die Schleusen in Hammerfort und Weißenspring besitzen zur Durchleitung der Alten Schlaube jeweils gesonderte Stauwerke.
Im Lindower Ortsteil Klixmühle trennen sich Friedrich-Wilhelm-Kanal und Fließ schließlich wieder, ab hier folgt sie ihrem nur einige 100 Meter zum Kanal entfernten ursprünglichen Lauf, ehe die Alte Schlaube als Wiesenfluss im Brieskower Fischerkiez in den Brieskower Kanal, kurz vor seinem Übergang in den Brieskower See, mündet.

## Sonstiges
Ein sehr schmales Fließ, flach, stellenweise verkrautet, streckenweise von Baumstämmen und niedrigen Stegen durchzogen. Teilweise durch Rohrdurchlässe fließend.
Der Abschnitt zwischen Müllrose und Hammerfort trägt die Gewässerkennzahl 67722 und hat eine Länge von 4047 m. Der Abschnitt zwischen Klixmühle und Brieskow heißt heute offiziell Brieskower Alte Schlaube, hat die Gewässerkennzahl 67726 und eine Länge von 5036 m. Im verbleibenden Abschnitt zwischen Hammerfort und Klixmühle geht die Alte Schlaube im heutigen Brieskower Kanal (Gewässerkennzahl 6772) auf.